# Nematonotus
Il nematonoto (gen. Nematonotus) è un pesce osseo estinto, appartenente agli aulopiformi. Visse nel Cretaceo superiore (Cenomaniano, circa 99 - 94 milioni di anni fa) e i suoi resti fossili sono stati ritrovati in Libano. 

## Descrizione
Questo pesce possedeva un corpo compatto e robusto, e le dimensioni solitamente non superavano i 15 centimetri di lunghezza. La caratteristica più saliente di Nematonotus era data dall'estremo allungamento del primo raggio della pinna dorsale, che diventava un vero e proprio filamento nella parte finale. Nematonotus si differenziava da altri pesci aulopiformi a causa della presenza di denti sia nella mascella che nella premascella; questa caratteristica è considerata primitiva all'interno del gruppo.

## Classificazione
Nematonotus venne descritto per la prima volta nel 1899 da Arthur Smith Woodward, sulla base di fossili ritrovati nei giacimenti del Cenomaniano del Libano. Oltre alla specie tipo (Nematonotus longispinus), è nota anche un'altra specie (N. bottae), sempre del Libano, descritta originariamente come Clupea bottae. 
Nematonotus è considerato un rappresentante basale degli Aulopidae, una famiglia di pesci aulopiformi tipici dei mari tropicali e subtropicali, solitamente caratterizzati dalla presenza di denti solo nel premascellare sviluppato all'indietro. Nematonotus era dotato di denti anche nell'osso mascellare.